# Strathocles punctiuncula
Strathocles punctiuncula är en fjärilsart som beskrevs av Paul Dognin 1914. Strathocles punctiuncula ingår i släktet Strathocles och familjen nattflyn. Inga underarter finns listade i Catalogue of Life.